# Diploschema maculata
Diploschema maculata là một loài bọ cánh cứng trong họ Cerambycidae.